# Cochlidium punctatum
Cochlidium punctatum är en stensöteväxtart som först beskrevs av Giuseppe Raddi, och fick sitt nu gällande namn av Luther Earl Bishop. Cochlidium punctatum ingår i släktet Cochlidium och familjen Polypodiaceae. Inga underarter finns listade.